# Pardieiros (Viseu)
Pardieiros é uma aldeia portuguesa localizada no freguesia de Beijós, concelho de Carregal do Sal, distrito de Viseu. A aldeia tem 406 habitantes. As suas origens datam mais de dois mil anos, tal como Beijós.
Pardieiros deriva da palavra pardieiro, que é casa em ruínas ou muito velha. A 18 km da maior cidade do distrito Viseu, Pardieiros é uma aldeia em desenvolvimento, que vive essencilamente da agricultura e pastorícia, tal como do comércio e dos transportes públicos (táxis). É a mais alta do concelho, tendo 320m de altitude na zona sul e tendo 375m de altitude no centro e norte da aldeia. Tem uma escola com capacidade de 30 alunos, um jardim de infância para 25 crianças e tem dois cafés. Tem também uma associação, na zona nordeste da aldeia, com bar, salão de espectáculos e convívio. Tem ainda um campo de futebol de 5, com bancadas para os espectadores. Actualmente, a associação tem alguns planos de construção que já foram propostos à freguesia. Tem uma igreja e uma fonte de 1942, debaixo de terra, muito interesante para visitantes.
É uma aldeia rural rodeada de vinhas e florestas de pinheiros bravos, mansos e carvalhos. Tem uma vista sobre o Rio Dão e as colinas.
Nas redondezas de Pardieiros, existe uma praia fluvial (Rio Dão), uma aldeia recentemente reconstruída (Póvoa Dão) e as relaxantes termas de Sangemil, próprias para os turistas que visitam esta aldeia, que já ultrapassaram os 70 000 no Blogue de Pardieiros.

## População/Área
| Pardieiros                      | Freguesia de Beijós | Viseu                                  |
| ------------------------------- | ------------------- | -------------------------------------- |
| 339 hab. (1993) 406 hab. (2001) | 1217 hab. (2001)    | 92 016 hab. (2004) 101 912 hab. (2009) |
| 5,14 km²                        | 12,60 km²           | 5.007 km²                              |